# Johann Flugi von Aspermont

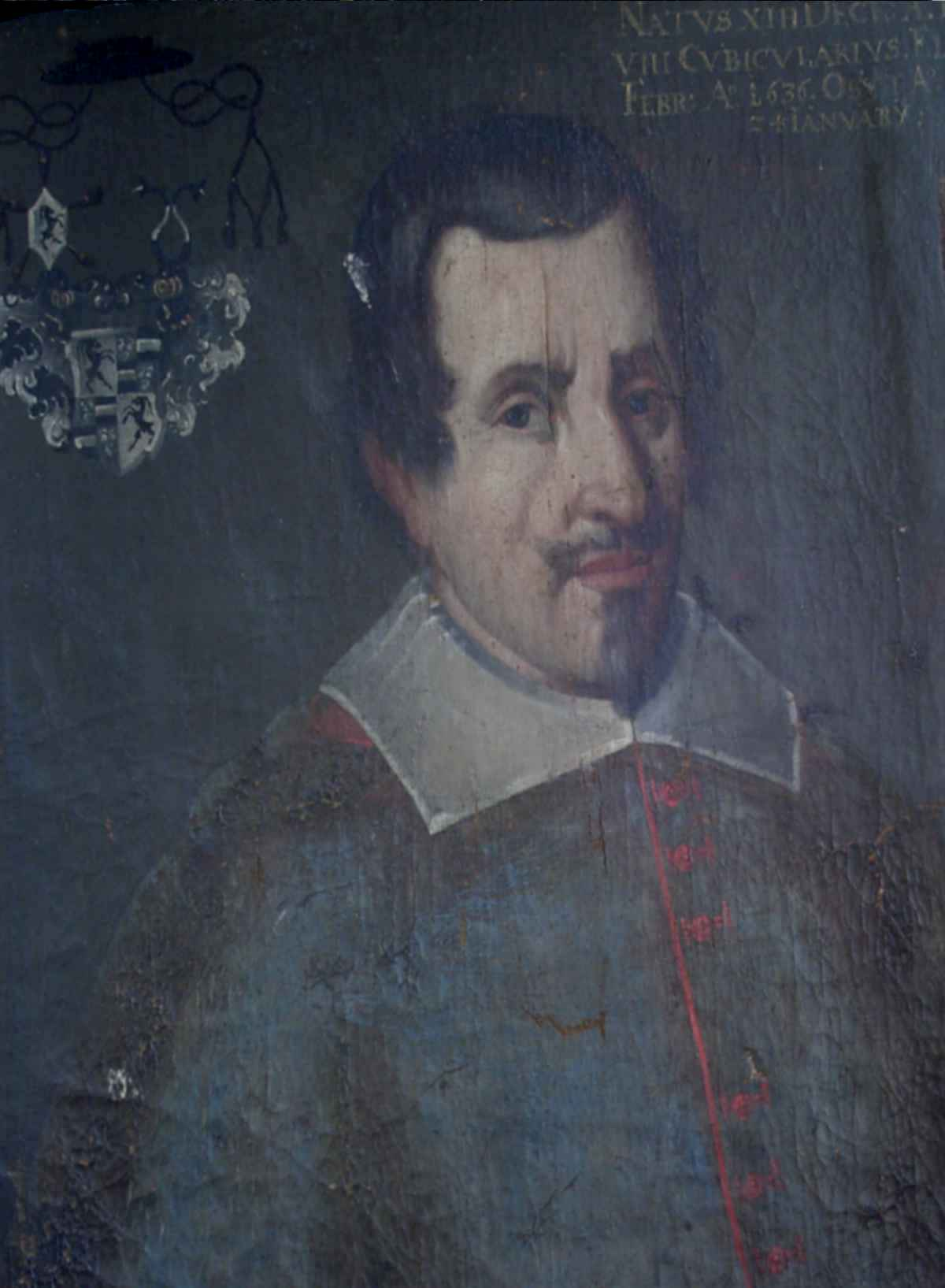
Johann Flugi von Aspermont (1595–1661) Fürstbischof von Chur 1636–1661

Johann Flugi von Aspermont (* 13. Dezember 1595 in La Punt Chamues-ch, Oberengadin; † 24. Januar 1661 in Chur) war römisch-katholischer Bischof des Bistums Chur.

## Familie
Die Aristokratenfamilie Flugi wurde in St. Moritz im 15. Jahrhundert erwähnt. Sie soll aus Böhmen stammen, dort kann man derer von Pflug bis ins 7. Jahrhundert verfolgen. Vom 16. bis zum 18. Jahrhundert waren die Flugi Amtsleute im Veltlin und Landammänner (Bürgermeister) im Oberengadin. Die Veltliner Linie wurde 1697 in den Reichsfreiherrenstand erhoben. Nicolaus Flugi, Feldmarschall in Neapel, begründete die italienische Linie; es gibt Zweige der Familie in Frankreich und den Niederlanden.
Die Aspermont, vielleicht aus Bayern ins Engadin eingewandert, verschwanden Mitte des 14. Jahrhunderts aus Rätien. Johann Flugi (1550–1627) erwarb wohl 1606 das Adelsprädikat von Aspermont.

## Leben
Johann Flugi war der Sohn des bischöflichen Hofmeisters und Hauptmanns zu Fürstenburg Andreas Flugi (von Aspermont) und dessen Ehefrau Anna Danz aus Zuoz. Er studierte am Schweizerischen Colleg (Collegium Helveticum – Collegio Elvetico) in Mailand und am päpstlichen Collegium Germanicum et Hungaricum in Rom. Im Jahre 1621 promovierte er zum Doktor der Theologie an der Universität Pavia. Bereits 1612 wurde er Domizellar in Chur. 1621 empfing er in der Schlosskapelle auf Fürstenburg vermutlich von seinem Onkel Johann V. Flugi, Bischof von Chur, die Priesterweihe. Von 1624 bis 1630 war er Seelsorger im Vinschgau, dann wurde er Dompropst in Chur.
Am 1. Februar 1636 wählte das Churer Domkapitel Johann Flugi von Aspermont als Nachfolger des am 6. August 1635 verstorbenen Joseph Mohr von Zernez zum neuen Bischof von Chur. Nach einer Überprüfung bestätigte Papst Urban VIII. diese Wahl am 22. September 1636. Die Bischofsweihe spendete ihm am 14. Dezember 1636 der Apostolische Nuntius in der Schweiz, Erzbischof Ranuccio (Ranuzio) Scotti Douglas, und er wurde als Johann VI. in seinem Bistum inthronisiert.
Als Herr von Grossengstingen (als Churengstingen, zum weltlich-staatlichen Herrschaftsbereiches des Bistums Chur gehörend), seit 1645 legitimer geistlicher Reichsfürst, nahm er am Friedenskongress 1648 in Münster und Osnabrück teil. Verhandlungen mit Vertretern des Reichstages und dem Nuntius in Köln Fabio Chigi, dem späteren Papst Alexander VII., die verlorenen Rechte in seinem Fürstbistum, auch nur teilweise, wieder zurückzuerhalten, schlugen fehl.
Unter seinem besonderen Schutz standen die von seinem Vorgänger in das Bistum geholten Kapuziner. Aus einigen Teilen des Bistums und aus der Stadt Chur vertrieben, errichteten sie in anderen Teilen Hospitien und neue Klöster.
Mit der Durchführung der 1641/42 von Nuntius Hieronymus Farnese ausgearbeiteten und vom Heiligen Stuhl befürworteten Plänen zur Verminderung der hohen Bistumsschulden kam es zu Auseinandersetzungen mit den Benediktinerabteien. Diese sollten sich zusammen mit ihren inkorporierten Pfarreien an der Schuldentilgung mit einem Drittel (20.000 fl.) beteiligen. Erst 1659 kam es zu einer Einigung und wiederum acht Jahre später, am 1. Oktober 1667, wurden die vereinbarte Summe von 4.000 fl. an die Bistumskasse überwiesen.
Trotz des knappen Geldes liess er den Dom renovieren und eine neue Krypta für die Bischöfe errichten.
Dem Vorbild seines Onkels nacheifernd visitierte er die Pfarreien seines Bistums, reorganisierte die Priesterkapitel und verlangte regelmässige Dekanatsversammlungen, die er auch selbst besuchte. Er errichtete neue Pfarreien und mit der Durchsetzung der regelmässigen Glaubensunterweisung in Sonn- und Feiertagsschulen gelang ihm 1655 eine zufriedenstellende Situation in der Kinder- und Erwachsenen-Katechese. Auch war er ein besonderer Förderer der Priesterausbildung.
Als versierter Diözesanhistoriker und Archivar setzte er sich für die sorgfältige Führung der Pfarrmatrikel (Aufzeichnung in Tauf-, Firm-, Heirats- und Sterbebücher) ein.
Bei einer Besichtigung der Baustelle des bischöflichen Schlosses, dessen Renovierung er 1660 veranlasste, wurde er am 7. Januar 1661 bei einem Mauereinsturz so schwer verletzt, dass er am 24. des gleichen Monats starb. Seine letzte Ruhestätte fand er in der neuen Bischofsgruft der Kathedrale Mariä Himmelfahrt in Chur.

„Das Hauptanliegen des Konzils von Trient, ausgehend von einer geistig-geistlichen Erneuerung im Klerus zu einem neugefestigten Glaubensaufschwung beim Volk durch eifrige Seelsorger zu gelangen, war unter Johann VI. Flugi von Aspermont erreicht worden“

## Bischofswappen

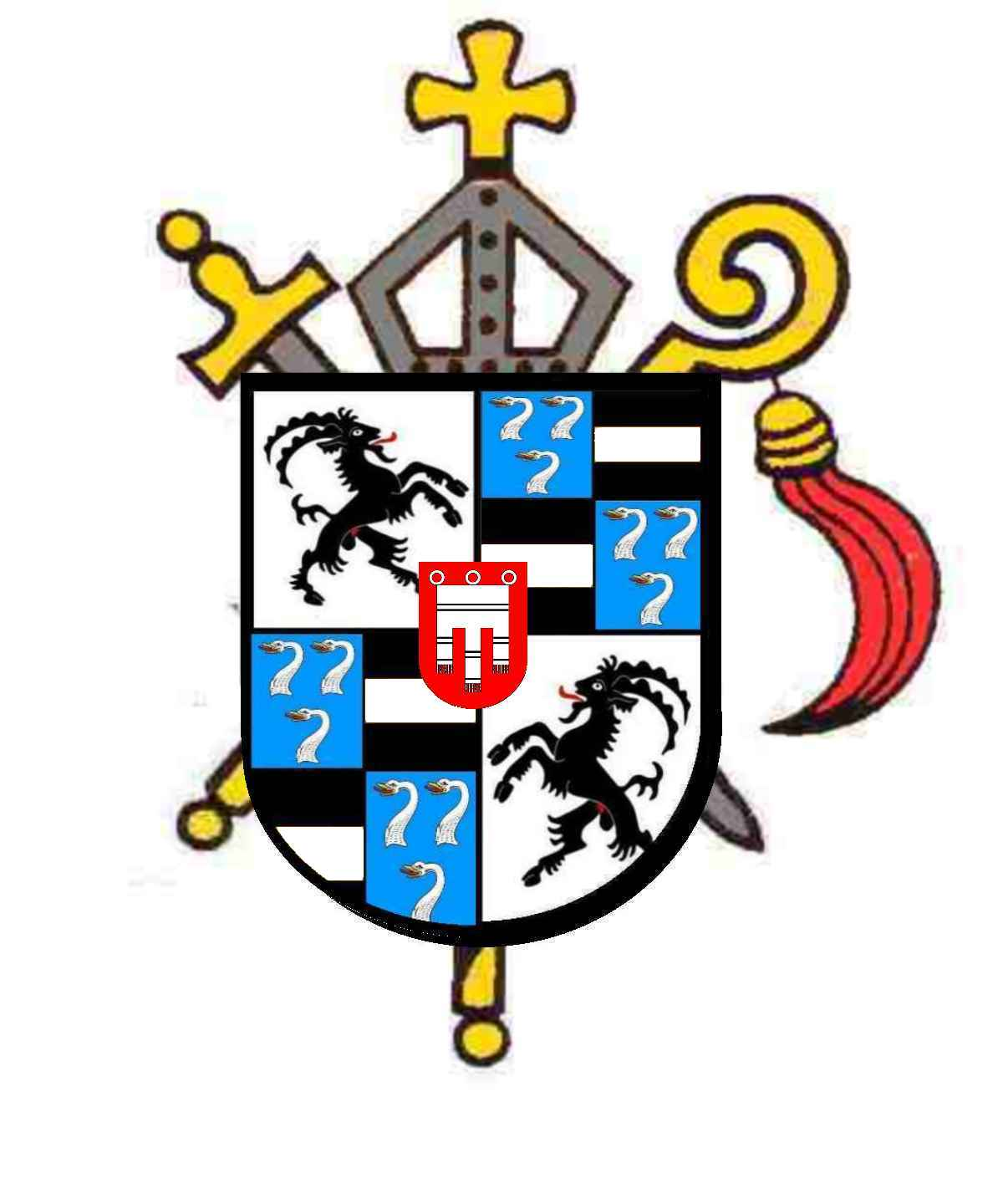
Wappen des Fürstbischofs Johann VI. Flugi von Aspermont

Der Wappenschild ist viergeteilt und zeigt in Feld 1 und 4 auf weiss/silbernem Grund einen schwarzen Alpensteinbock, rechts/links gestellt, das Wappen des Fürstbistums Chur (Gotteshausbund); in Feld 2 und 3 ebenfalls viergeteilt vorne auf blauem Grund drei weiss/silberne Schwanenköpfe, das Familienwappen Flugi hinten auf schwarzem Grund ein weiss/silberner Querbalken, das Familienwappen der Aspermont. Unten sind die Wappen entgegengesetzt. Der Herzschild zeigt auf rotem Grund eine dreilatzige weiss/silberne Gonfanon = (Kirchenfahne) oben mit drei silbernen Ringen, das Wappen der Familie Werdenberg-Sargans.
Über dem Schild Kreuz, Mitra, Bischofsstab und Schwert, Insignien geistlicher und weltlicher Macht.